# Ramon d'Urtx
Ramon d'Urtx   (Mataplana, valor desconegut - Puigcerdà, 1297) va ser un noble català, fill de Ramon II d'Urtx i Esclarmonda de Pallars fou majordom reial dels béns del rei Jaume II a Múrcia.
Per ordre de Pere el Gran, va defensar Elna amb trenta cavallers durant el setge de la Croada contra la Corona d'Aragó, però van marxar abans de la conquesta francesa en veure la desunió dels vilatans i copsar que no es deixaven aconsellar. La ciutat d'Elna seria cremada i els seus ciutadans massacrats. Uns mesos més tard va embarcar amb Alfons el Franc en la Confiscació del Regne de Mallorca a Jaume II de Mallorca.
L'any 1278, juntament amb Galceran V de Pinós, actuà d’intermediari en les convencions entre Pere II el Gran i el comte Roger Bernat III de Foix. Per ordre de Pere el Gran, va defensar Elna amb trenta cavallers durant el setge de la Croada contra la Corona d'Aragó, però van marxar abans de la conquesta francesa en veure la desunió dels vilatans i copsar que no es deixaven aconsellar. La ciutat d'Elna seria cremada i els seus ciutadans massacrats. Uns mesos més tard va embarcar amb Alfons el Franc en la Confiscació del Regne de Mallorca a Jaume II de Mallorca.